# آبشار لیمونسودان
آبشار لیمونسودان (به انگلیسی: Limunsudan Falls) آبشاری است که در میندانائو، فیلیپین واقع شده و ارتفاع کلی ریزشگاه آن ۲۷۱ متر است.